# Карпиловка (Брянская область)
Карпиловка — деревня в Злынковском районе Брянской области России. Входит в состав Спиридоновобудского сельского поселения. Население — 360 человек (2010).

## География
Расположена в 5 км к северу от села Спиридонова Буда, в 12 км к югу от Злынки, на реке Ректе.

## История
Основана Петром Шаркевичем как слобода примерно из полутора десятков дворов для ряда жителей сел Денисковичи и Щербиничи в 1719 году (первоначальное название — Мишовка — по имени местного урочища); с 1730 во владении Кулябко-Корецких, с 1770-х гг. — П. А. Румянцева (казачьего населения не имела).
В XIX веке действовал свеклосахарный (позднее винокуренный) завод, работала земская школа. По данным на 1903 г. карпиловский винокуренный завод принадлежал уездному предводителю дворянства титулярному советнику Сергею Николаевичу Розенбаху и ежегодно давал продукции на 18,6 тыс. рублей. Кроме того С. Н. Розебаху в Карпиловке принадлежало более 1,4 тыс. десятин земли, стадо молочного скота (80 дойных коров), фруктовый сад площадью в 10 десятин. До начала XX века в деревне были развиты ремёсла (производство войлока, головных уборов).

### Административно-территориальная принадлежность
До 1781 года входила в Топальскую сотню Стародубского полка; затем в Новоместском, Новозыбковском (с 1809) уезде (с 1861 года — в составе Денисковичской волости, с 1923 в Злынковской волости).
В 1929—1939 гг. состояла в Новозыбковском районе, затем в Злынковском, при временном упразднении которого (1959—1988) — вновь в Новозыбковском.
До 2005 года являлась центром Карпиловского сельсовета.

## Население
| Годы      | 1859 | 1892 | 1901 | 1926 | 1979 | 1989 | 2002 | 2010 |
| --------- | ---- | ---- | ---- | ---- | ---- | ---- | ---- | ---- |
| Население | 540  | 1139 | 1290 | 194  | 297  | 439  | 394  | 360  |

| 2010 | 2013 |
| ---- | ---- |
| 363  | ↘335 |

## Инфраструктура
Имеется отделение почтовой связи, сельская библиотека. Работают основная общеобразовательная школа, социальный приют для детей.
Действовал колхоз имени Ромашина.

## Транспорт
Деревня доступна автотранспортом. Остановка общественного транспорта «Карпиловка».